# Sean Kingston (álbum)
Sean Kingston es el primer álbum del cantante con el mismo nombre lanzado el 31 de julio de 2007

## Lista de canciones
1. Real Gangstas.
2. Beautiful Girls.
3. Colors 2007.
4. Intro.
5. Kingston.
6. Take You There.
7. Me Love.
8. Dry Your Eyes.
9. Got No Shorty.
10. There's Nothin'.
11. I Can Feel It.
12. Drummer Boy.
13. Your Sister.
14. That Ain't Right.
15. Change.

## Posicionamiento en lista

### Semanal
| Grafica (2007–2008)                     | Posición |
| --------------------------------------- | -------- |
| Australia (ARIA)                        | 21       |
| Países Bajos (Album Top 100)            | 91       |
| Francia (SNEP)                          | 43       |
| Irlanda (IRMA)                          | 20       |
| Nueva Zelanda (Recorded Music NZ)       | 2        |
| Escocia (Scottish Albums Chart)         | 20       |
| Suiza (Schweizer Hitparade)             | 74       |
| Taiwanese Albums (Five Music)           | 9        |
| Reino Unido (UK Albums Chart)           | 8        |
| Estados Unidos (Billboard 200)          | 6        |
| Estados Unidos (Top R&B/Hip-Hop Albums) | 3        |